# Mycalesis erysichton
Mycalesis erysichton är en fjärilsart som beskrevs av Matthias Ehrmann 1894. Mycalesis erysichton ingår i släktet Mycalesis och familjen praktfjärilar. Inga underarter finns listade i Catalogue of Life.